# Alessandro Mariotti
Alessandro Mariotti (ur. 5 listopada 1998) – sanmaryński narciarz alpejski, uczestnik Zimowych Igrzysk Olimpijskich 2018 w Pjongczangu.

## Osiągnięcia

### Igrzyska olimpijskie
| Miejsce | Dzień     | Rok  | Miejscowość | Konkurencja | Czas biegu  | Strata   | Zwycięzca       |
| ------- | --------- | ---- | ----------- | ----------- | ----------- | -------- | --------------- |
| 65.     | 18 lutego | 2018 | Pjongczang  | Gigant      | 2:42,87 min | +24,83 s | Marcel Hirscher |
| DNF1    | 22 lutego | 2018 | Pjongczang  | Slalom      | -           | -        | André Myhrer    |

### Mistrzostwa świata
| Miejsce | Dzień     | Rok  | Miejscowość       | Konkurencja | Czas biegu  | Strata | Zwycięzca            |
| ------- | --------- | ---- | ----------------- | ----------- | ----------- | ------ | -------------------- |
| 90.     | 13 lutego | 2015 | Vail/Beaver Creek | Gigant      | 2:11,20 min | -      | Ted Ligety           |
| DNF1    | 15 lutego | 2015 | Vail/Beaver Creek | Slalom      | -           | -      | Jean-Baptiste Grange |
| 52.     | 17 lutego | 2017 | Sankt Moritz      | Gigant      | 1:20,03 min | -      | Marcel Hirscher      |
| BDNF1   | 19 lutego | 2017 | Sankt Moritz      | Slalom      | -           | -      | Marcel Hirscher      |